# 국창근
국창근(鞠瑲根, 1939년 1월 31일 ~ )은 대한민국의 정치인이다. 제15대 국회의원을 지냈다. 호(號)는 서송(瑞松)이다.

## 경력
- 5.18 광주민중항쟁 유족회 고문
- 5.18 광주민중항쟁 구속자 동지회 지도위원
- 평민ㆍ신민ㆍ민주당 전라남도지부 부지부장
- 전라남도의원, 전라남도의회 의장
- 국회 건설교통위원회 위원
- 국회 원내부총무
- 국회 운영위원회 위원
- 새정치국민회의 김대중 총재 특보
- 국회 정무위원회 위원 및 간사
- 국회 예산결산특별위원회 위원, 계수소위원
- 국회 정무위원회 법안심사소위원회 위원장
- 민주평화통일자문회의 운영위원
- 대한민국헌정회 부회장
- 카자흐스탄 국립 대학교 명예교수 및 명예 정치학 박사

## 전과
- 공직선거및선거부정방지법위반: 벌금 80만원 선고[1]
- 금융실명제법위반: 벌금 500만원 선고[1]

## 의회 폭언·폭행
15대 국회의원 재직 중 국창근은 김영선 의원에게 “싸가지 없는 년이 맞아봐야 정신을 차리지”라고 발언하고 "딸뻘 밖에 안 되면서", "너는 따귀 서너대는 맞아야 해" 등 폭언을 가하며 때리는 시늉을 했다. 1999년 12월 23일 국회본회의에서 공개사과했다.
1998년 10월 27에는 이사철 의원과 국정감사때 폭언, 몸싸움을 하였다.

## 학력
- 광주서중학교 졸업
- 조선대학교 부속고등학교(前) → 목포덕인고등학교 졸업
- 광주대학교 경상복지대학 경제학과 학사 (부전공: 법학)
- 경기대학교 정치전문대학원 정치학 석사

### 비학위 수료
- 연세대학교 언론홍보대학원 최고위과정 수료

## 역대 선거 결과
|  | 49.2% |

|  | 55.3% |

|  | 83.26% |